# Георг (Майсен)
Георг (на немски: Georg von Meißen; * 1380; † 9 декември 1401, Кобург) от род Ветини, e маркграф на Майсен, съ-ландграф на Тюрингия и съ-маркграф на Майсен от 1380 до 1401 г.

## Живот
Той е най-малкият син на маркграф Фридрих III (1332 – 1381) и съпругата му Катарина фон Хенеберг († 1397), дъщеря на граф Хайнрих VIII от Хенеберг-Шлойзинген и Юта фон Бранденбург. Той е правнук на император Лудвиг Баварски и Беартикс фон Швейдниц. По-големите му братя са Фридрих I Войнственния (1370 – 1428) и Вилхелм II Богатия (1371 – 1425).
Баща му Фридрих III умира през 1381 г. и според неговото завещание съпругата му Катарина поема регентството за малолетните си синове. Георг управлява заедно с братята си.
Георг умира на 9 декември 1401 г. в Кобург.